# Angerville-la-Martel
Angerville-la-Martel ist eine französische Gemeinde mit 1.081 Einwohnern (Stand: 1. Januar 2022) im Département Seine-Maritime in der Region Normandie. Sie gehört zum Arrondissement Le Havre und zum Kanton Fécamp.
Die Einwohner werden Angervillais genannt.

## Geographie
Angerville-la-Martel liegt im Pays de Caux etwa 30 Kilometer nordöstlich von Le Havre und etwa sechs Kilometer südlich von der Alabasterküste zum Ärmelkanal.

### Nachbargemeinden
Umgeben ist Angerville-la-Martel von den Gemeinden Écretteville-sur-Mer im Norden und Nordwesten, Ancretteville-sur-Mer im Norden, Sassetot-le-Mauconduit im Nordosten, Theuville-aux-Maillot im Osten, Thérouldeville im Osten und Südosten, Valmont im Süden und Südosten, Colleville im Südwesten sowie Sainte-Hélène-Bondeville im Westen.

## Bevölkerungsentwicklung
| Jahr      | 1962 | 1968 | 1975 | 1982 | 1990 | 1999 | 2006 | 2013 |
| Einwohner | 623  | 594  | 538  | 589  | 659  | 672  | 827  | 941  |

## Sehenswürdigkeiten
- Kirche Saint-Martin aus dem 16. Jahrhundert

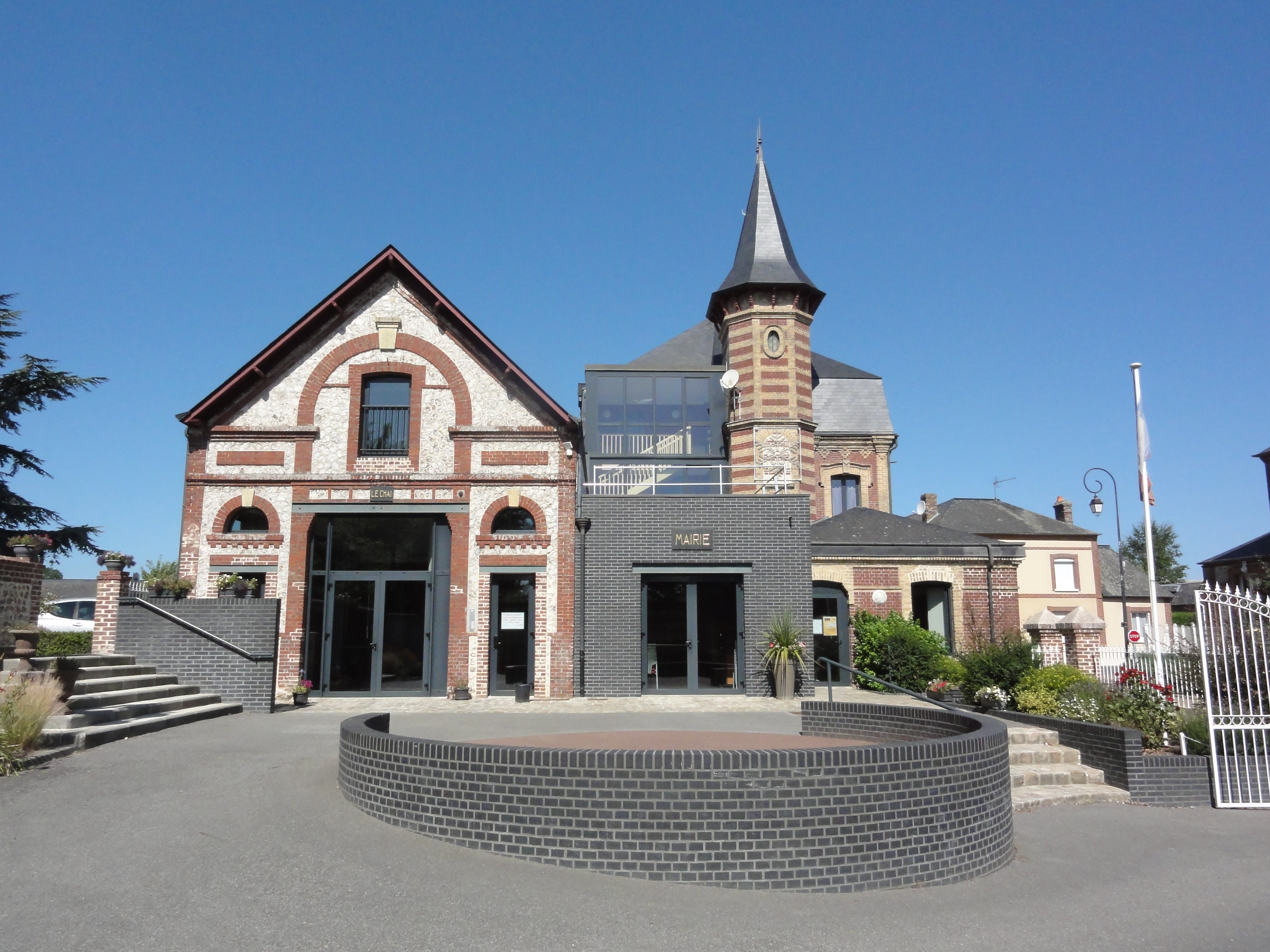
Mairie (Rathaus)

- Pfarrhaus aus dem 16. Jahrhundert